# Nafissatou Dia Diouf
Nafissatou Dia Diouf (Dakar, 11 de setembro de 1973) é uma escritora senegalesa.
A sua mãe era professora e o seu pai era diplomático. Estudou na Universidade de Bordéus III (Michel de Montaigne).